# Piúma
Piúma é um município brasileiro no litoral sul do estado do Espírito Santo, Região Sudeste do país. Localiza-se a sul da capital do estado, distando desta cerca de 90 km. Ocupa uma área de 74,046 km², sendo que 6 km² estão em perímetro urbano, e sua população foi estimada em 23 682 habitantes em 2024.
A sede tem uma temperatura média anual de 24,7 °C e na vegetação original do município predomina a Mata Atlântica, com presença de manguezais às margens dos cursos hidrográficos. Com 98% da população vivendo na zona urbana, a cidade contava, em 2009, com vinte estabelecimentos de saúde. O seu Índice de Desenvolvimento Humano (IDH) é de 0,727, classificado como alto.
A área onde hoje está situado o município de Piúma era ocupada originalmente pelos índios goitacazes e começou a ser desbravada no século XIX. Um povoado se formou devido às terras férteis e ao desenvolvimento da pesca e em 1883, foi criado o distrito, subordinado a Anchieta, desmembrando-se em 1891. Em 1904, sua sede foi transferida para o até então distrito de Iconha, adotando este nome, mas Piúma foi emancipada em 1963.
A cidade se desenvolveu principalmente à base da pesca, que continua a ser a principal fonte de renda municipal, aliada ao artesanato e ao turismo. Piúma reúne milhares de turistas na alta temporada, que vêm em busca de suas praias, atrativos como o Monte Aghá e a culinária. Aliada ao turismo está a produção artesanal, baseada em grande parte nas conchas coletadas no próprio município, gerando o apelido de "Cidade das Conchas". Eventos como o Carnaval de Piúma e a Festa de São Pedro também se fazem presentes como atrativos culturais.

## História

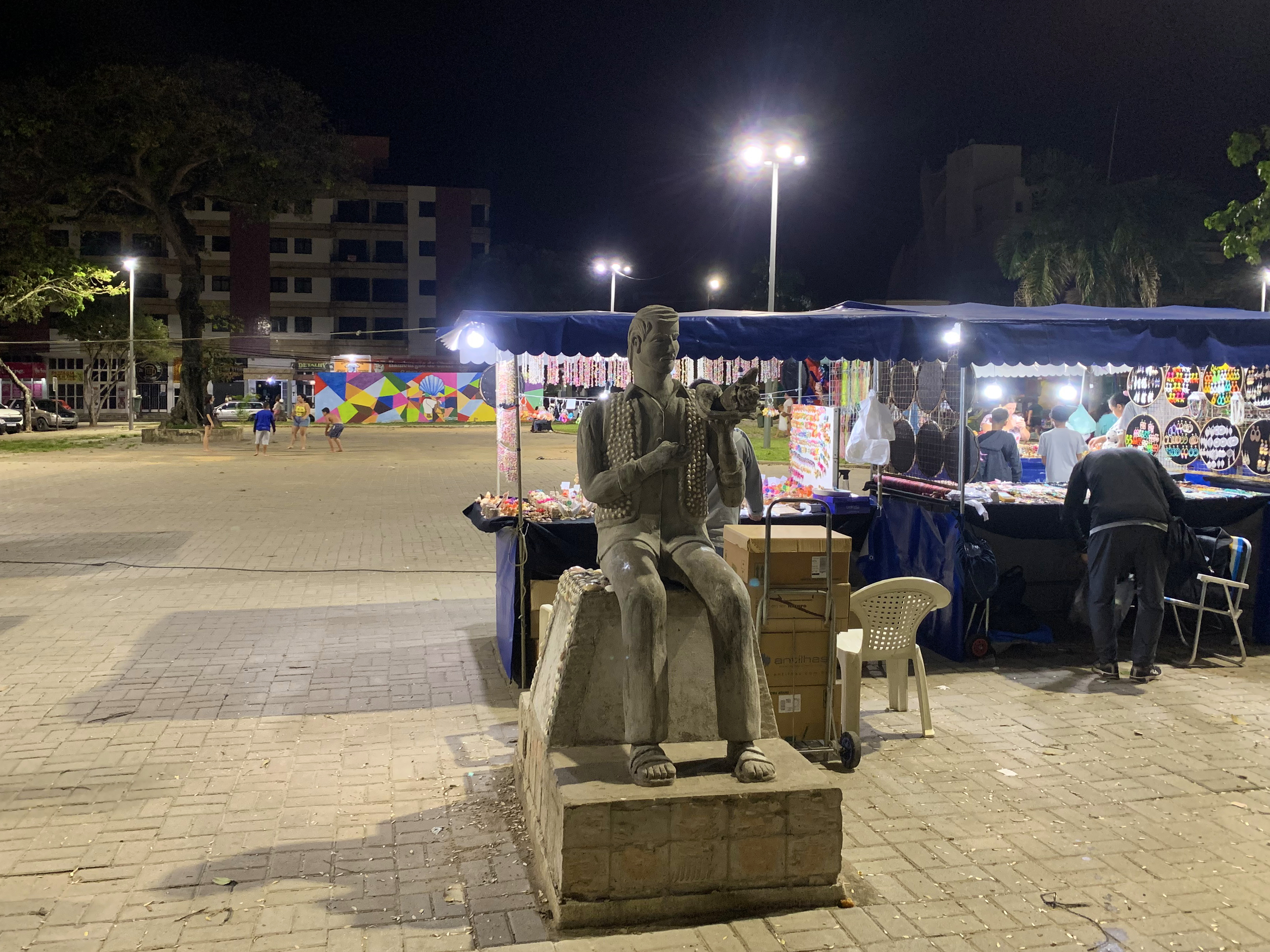
Vista noturna da Praça Dona Carmem, cujo nome homenageia uma das propulsoras do artesanato em Piúma.

A área onde hoje está situado o município de Piúma era ocupada originalmente pelos índios goitacazes, que habitavam todo o litoral do Espírito Santo. No século XIX, observou-se a chegada dos primeiros desbravadores, que se afixaram no local devido à fertilidade das terras em seu interior, dando início a um povoamento mais tarde denominado Iconha. Vieram italianos, que se ocupavam predominantemente na agropecuária e, após algum tempo, na exploração turística da orla; os libaneses, que se sustentavam a partir do comércio local; e os ingleses, que atuaram na pecuária. As terras foram apossadas por coronéis, principais responsáveis pela ratificação dos indígenas e suas culturas.
Dado o desenvolvimento econômico e demográfico, pela lei provincial nº 14, de 4 de maio de 1883, o povoado foi elevado à categoria de freguesia, subordinada ao município de Benevente (atual Anchieta) e com o nome de Nossa Senhora da Conceição de Piúma. Segundo a Enciclopédia dos Municípios Brasileiros, o nome da freguesia foi uma homenagem à Nossa Senhora da Conceição Aparecida e "Piúma" é derivado do vocábulo tupi Pi'uma, que significa "pele negra". Em 2 de janeiro de 1891, foi criada a vila, desmembrando-se de Benevente com a denominação de Piúma, sendo constituída dos distritos de Iconha e Piúma (sede) e se instalado a 19 de janeiro do mesmo ano.
Pelo decreto estadual nº 81, de 18 de novembro de 1904, a sede foi transferida para Iconha e o então município passou a ter a denominação do ex-distrito pela lei estadual nº 1.428, de 3 de julho de 1924. Em 24 de dezembro de 1963, pela lei estadual nº 1.908, Piúma foi emancipada de Iconha, instalando-se em 6 de julho de 1964 composta pela sede municipal e pelo distrito de Aghá. Ao longo do século XX, a agricultura perdeu espaço na participação econômica municipal, que passou a ser baseada na pesca, no turismo e artesanato.

## Geografia

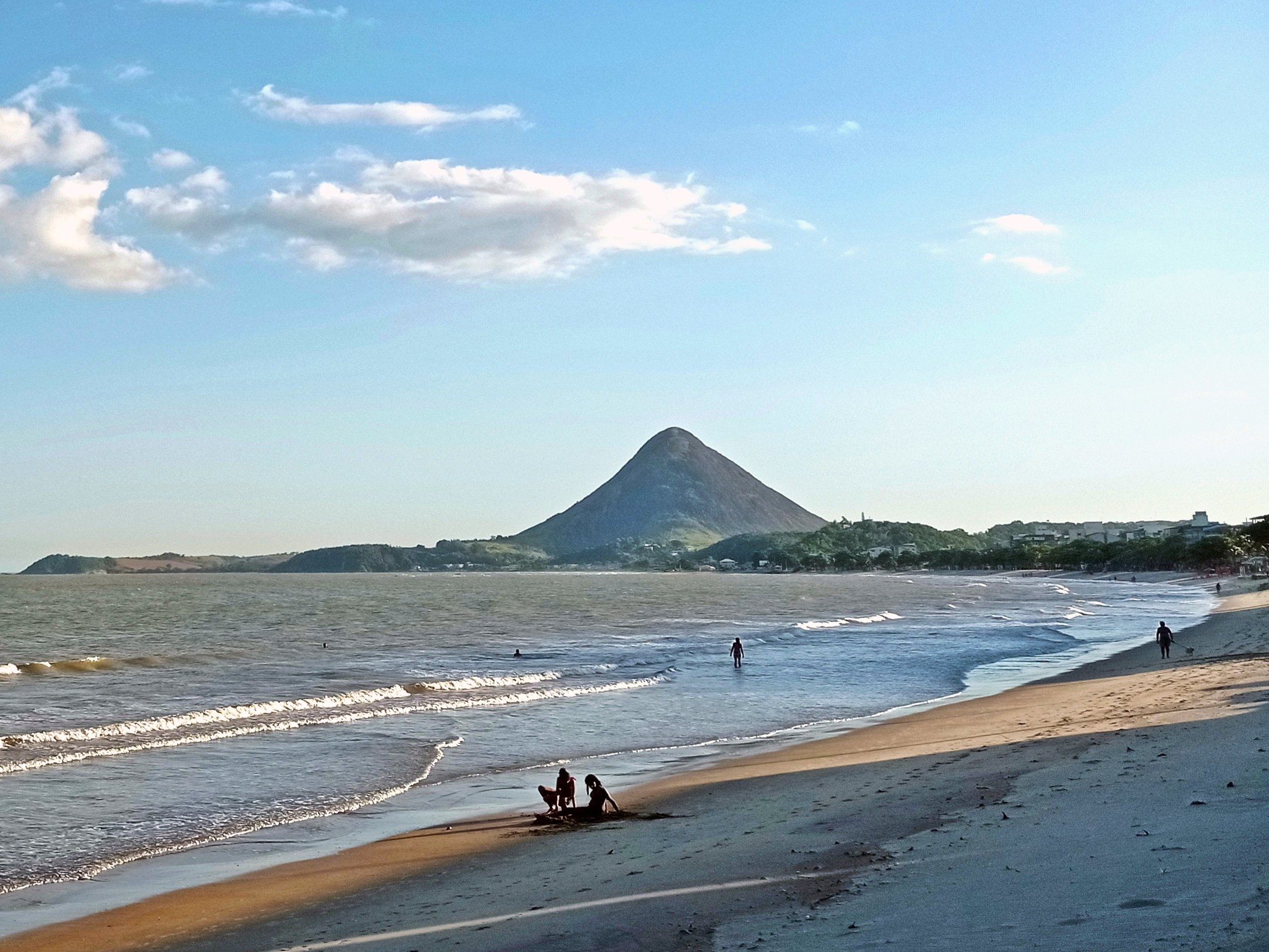
Vista do Monte Aghá a partir de Piúma

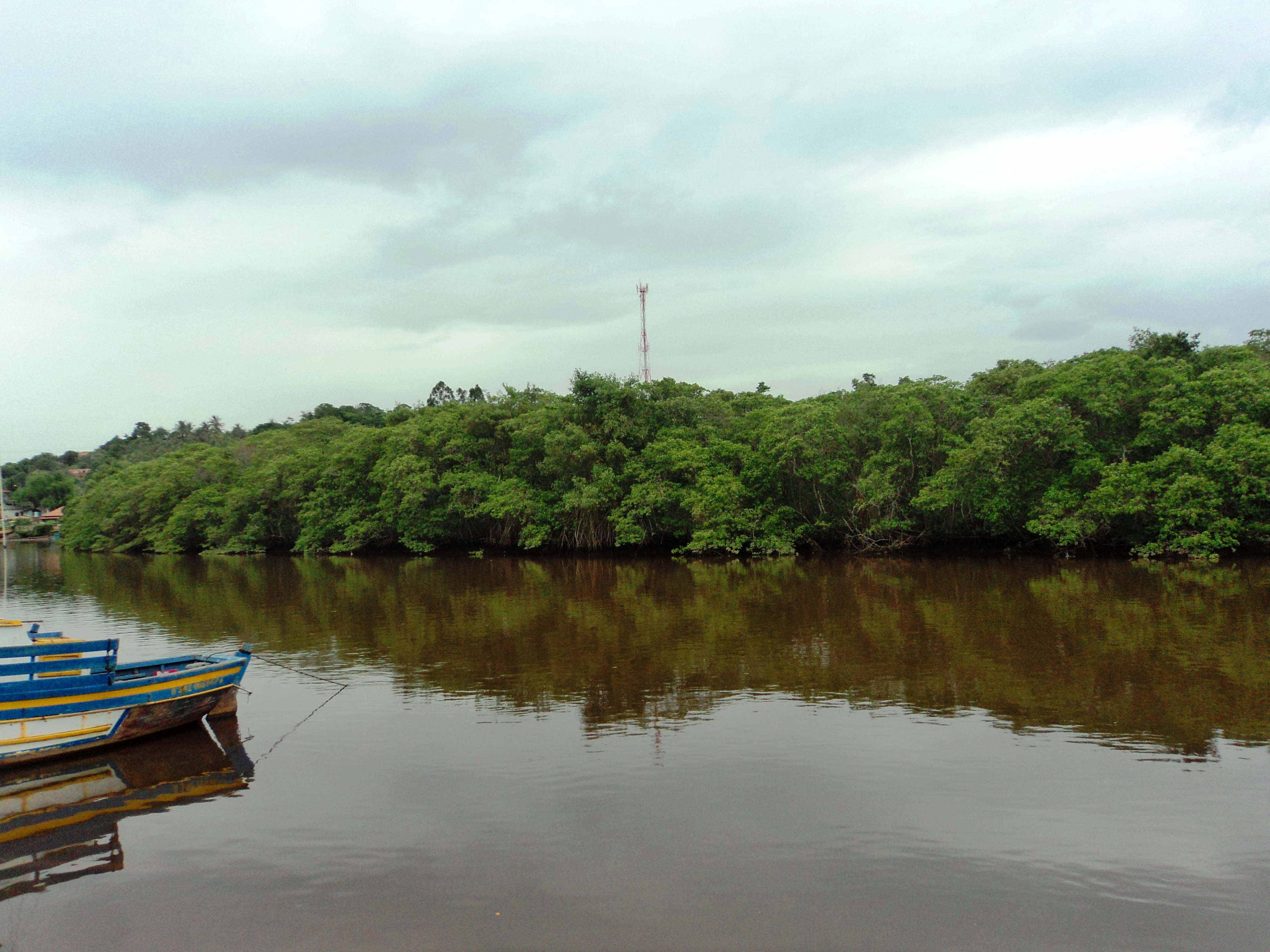
Manguezal em Piúma, na margem do rio Novo.

A área do município, segundo o Instituto Brasileiro de Geografia e Estatística (IBGE), é de 74,046 km², sendo que 5,64 km² constituem a zona urbana. Situa-se a 20°50'16" de latitude sul e 40°43'19" de longitude oeste e está a uma distância de 89 quilômetros a sul da Vitória. Faz limites com os municípios de Anchieta, a norte; Iconha, a oeste; Rio Novo do Sul, a sudoeste; e Itapemirim, a sul; além do Oceano Atlântico, a leste.
De acordo com a divisão regional vigente desde 2017, instituída pelo IBGE, o município pertence às Regiões Geográficas Intermediária e Imediata de Vitória. Até então, com a vigência das divisões em microrregiões e mesorregiões, fazia parte da microrregião de Guarapari, que por sua vez estava incluída na mesorregião Central Espírito-Santense.

### Relevo e meio ambiente
O relevo varia de semiplano a ondulado, tendo oito quilômetros de litoral, banhados pelo Oceano Atlântico. Apenas 3% do território municipal apresenta acima de 75% de declividade, com 50% da área total tendo menos de 8% de declividade e 45% da área apresentando de 8% a 75%. O ponto mais elevado é o Monte Aghá, situado na divisa com o município de Itapemirim, que chega aos 300 m. Em 2011, 38,68% da área total apresentava terras quentes, acidentadas e de transição úmida-seca, 31,57% eram terras quentes, planas e de transição úmida-seca, 19,53% eram terras quentes, planas e secas e 10,42% eram terras quentes, planas e acidentadas. A umidade do solo sofre influência das marés, sendo constituído pelo Vale do Orobó e banhado pelos rios Novo e Iconha.
A vegetação predominante no município é a Mata Atlântica, com presença de manguezais às margens dos cursos hidrográficos, sendo que boa parte das áreas nativas, que cobrem cerca de 5% do território piumense, estavam presentes em ilhas ou em reservas ambientais como o Parque Natural dos Puris — que tem 36,63 hectares de cobertura vegetal — e a área de proteção ambiental (APA) Guanandy — que conta com cerca de 10 mil hectares que abrangem os municípios de Piúma, Itapemirim e Marataízes. As principais ilhas pertencentes a Piúma são a Ilha do Gambá, Ilha do Meio e Ilha dos Cabritos, todas consideradas como refúgios para aves e animais marinhos, além da Ilha dos Franceses, que também abriga um farol construído em 1730 por franceses é alimentado por energia solar.
Desde o começo do século XXI a cidade vem sendo afetada pelo avanço do mar e pelas ressacas, que danificaram severamente as praias e avenidas costeiras. Ocasionalmente obras e reparos emergenciais precisam ser realizados.

### Clima

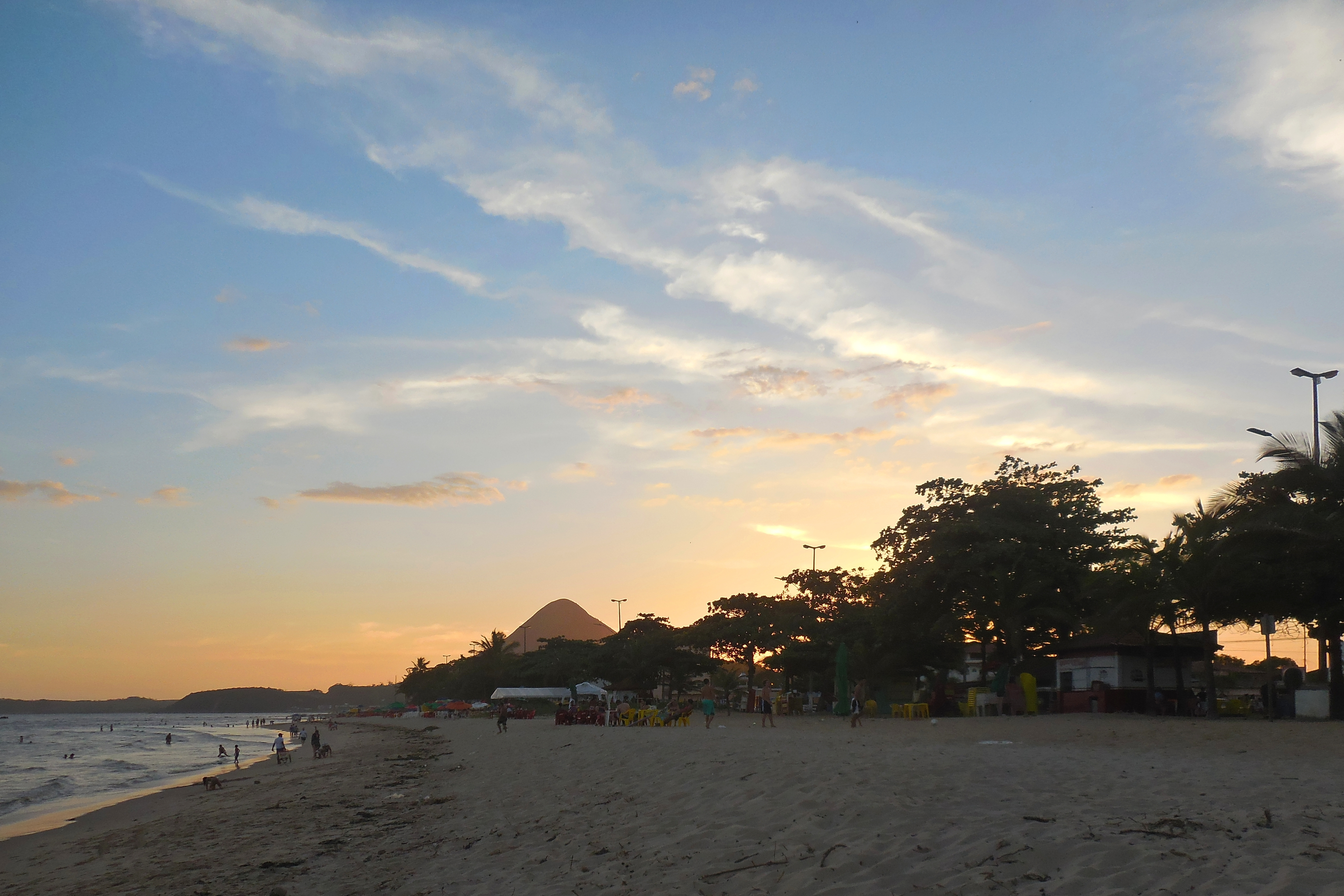
Fim de tarde em Piúma

O clima piumense é caracterizado, segundo o IBGE, como tropical quente superúmido (tipo Aw segundo Köppen), com diminuição de chuvas no inverno e temperatura média anual em torno dos 24 °C, tendo invernos amenos e verões chuvosos com temperaturas altas. O mês mais quente, fevereiro, tem temperatura média de 27 °C, enquanto que o mês mais frio, julho, possui média de 21 °C. Outono e primavera são estações de transição, embora condições de umidade relativa elevada prevaleçam na maior parte do ano. O índice pluviométrico anual é de aproximadamente 1 170 mm, sendo junho o mês mais seco e novembro o mais chuvoso.
Durante a época das secas e em longos veranicos em pleno período chuvoso são comuns registros de queimadas em morros e matagais, principalmente na zona rural da cidade, o que contribui com o desmatamento e com o lançamento de poluentes na atmosfera, prejudicando ainda a qualidade do ar. O Monte Aghá também é alvo desses incêndios. De acordo com o Instituto Nacional de Pesquisas Espaciais (INPE), Piúma é o último colocado no ranking de ocorrências de descargas elétricas no estado do Espírito Santo, com uma média anual de 0,4804 raios por quilômetro quadrado.
| Dados climatológicos para Piúma | Dados climatológicos para Piúma | Dados climatológicos para Piúma | Dados climatológicos para Piúma | Dados climatológicos para Piúma | Dados climatológicos para Piúma | Dados climatológicos para Piúma | Dados climatológicos para Piúma | Dados climatológicos para Piúma | Dados climatológicos para Piúma | Dados climatológicos para Piúma | Dados climatológicos para Piúma | Dados climatológicos para Piúma | Dados climatológicos para Piúma |
| Mês | Jan                             | Fev                             | Mar                             | Abr                             | Mai                             | Jun                             | Jul                             | Ago                             | Set                             | Out                             | Nov                             | Dez                             | Ano                             |
| --- | ------------------------------- | ------------------------------- | ------------------------------- | ------------------------------- | ------------------------------- | ------------------------------- | ------------------------------- | ------------------------------- | ------------------------------- | ------------------------------- | ------------------------------- | ------------------------------- | ------------------------------- |
| Temperatura máxima média (°C) | 31,3                            | 32,6                            | 31,6                            | 29,9                            | 28                              | 27,2                            | 26,7                            | 27,3                            | 27,2                            | 28,3                            | 29,1                            | 30,3                            | 29,1                            |
| Temperatura média (°C) | 26,4                            | 26,9                            | 26,2                            | 24,8                            | 22,8                            | 21,5                            | 21,2                            | 21,7                            | 22,4                            | 23,8                            | 24,6                            | 25,7                            | 24                              |
| Temperatura mínima média (°C) | 22,1                            | 22,3                            | 21,7                            | 20,6                            | 18,4                            | 16,8                            | 16,6                            | 17,4                            | 18                              | 19,4                            | 20,5                            | 21,7                            | 19,6                            |
| Precipitação (mm) | 115,7                           | 62,7                            | 116,6                           | 99,8                            | 82,8                            | 47,7                            | 57,7                            | 63,1                            | 81,3                            | 105,6                           | 175,7                           | 161,9                           | 1 170,6                         |
| Umidade relativa (%) | 79                              | 79                              | 82                              | 83                              | 81                              | 81                              | 80                              | 79                              | 77                              | 78                              | 81                              | 82                              | 80                              |
| Fonte: Instituto Capixaba de Pesquisa, Assistência Técnica e Extensão Rural (Incaper): temperaturas e precipitação; Climate-Data.org: umidade relativa |                                 |                                 |                                 |                                 |                                 |                                 |                                 |                                 |                                 |                                 |                                 |                                 |                                 |

## Demografia
Em 2022, a população foi estimada em 22 300 habitantes pelo censo daquele ano, realizado pelo Instituto Brasileiro de Geografia e Estatística (IBGE). Em 2010, a população era de 18 123 habitantes. Segundo o censo de 2010, 8 956 habitantes eram homens e 9 167 habitantes mulheres. Ainda segundo o mesmo censo, 17 449 habitantes viviam na zona urbana e 674 na zona rural. Da população total em 2010, 4 305 habitantes (23,75%) tinham menos de 15 anos de idade, 12 499 habitantes (68,97%) tinham de 15 a 64 anos e 1 319 pessoas (7,28%) possuíam mais de 65 anos, sendo que a esperança de vida ao nascer era de 76,1 anos e a taxa de fecundidade total por mulher era de 2,1.
Em 2010, a população piumense era composta por 9 516 brancos (52,51%), 924 negros (5,10%), 91 amarelos (0,50%), 7 559 pardos (41,71%) e 33 indígenas (0,18%). Considerando-se a região de nascimento, 16 886 eram nascidos no Sudeste (93,18%), 43 na Região Norte (0,24%), 902 no Nordeste (4,98%), 79 no Centro-Oeste (0,43%) e 94 no Sul (0,52%). 13 967 habitantes eram naturais do estado do Espírito Santo (77,07%) e, desse total, 7 588 eram nascidos em Piúma (41,87%). Entre os 4 156 naturais de outras unidades da federação, Minas Gerais era o estado com maior presença, com 1 484 pessoas (8,19%), seguido pelo Rio de Janeiro, com 1 256 residentes (6,93%), e pela Bahia, com 560 habitantes residentes no município (3,09%).

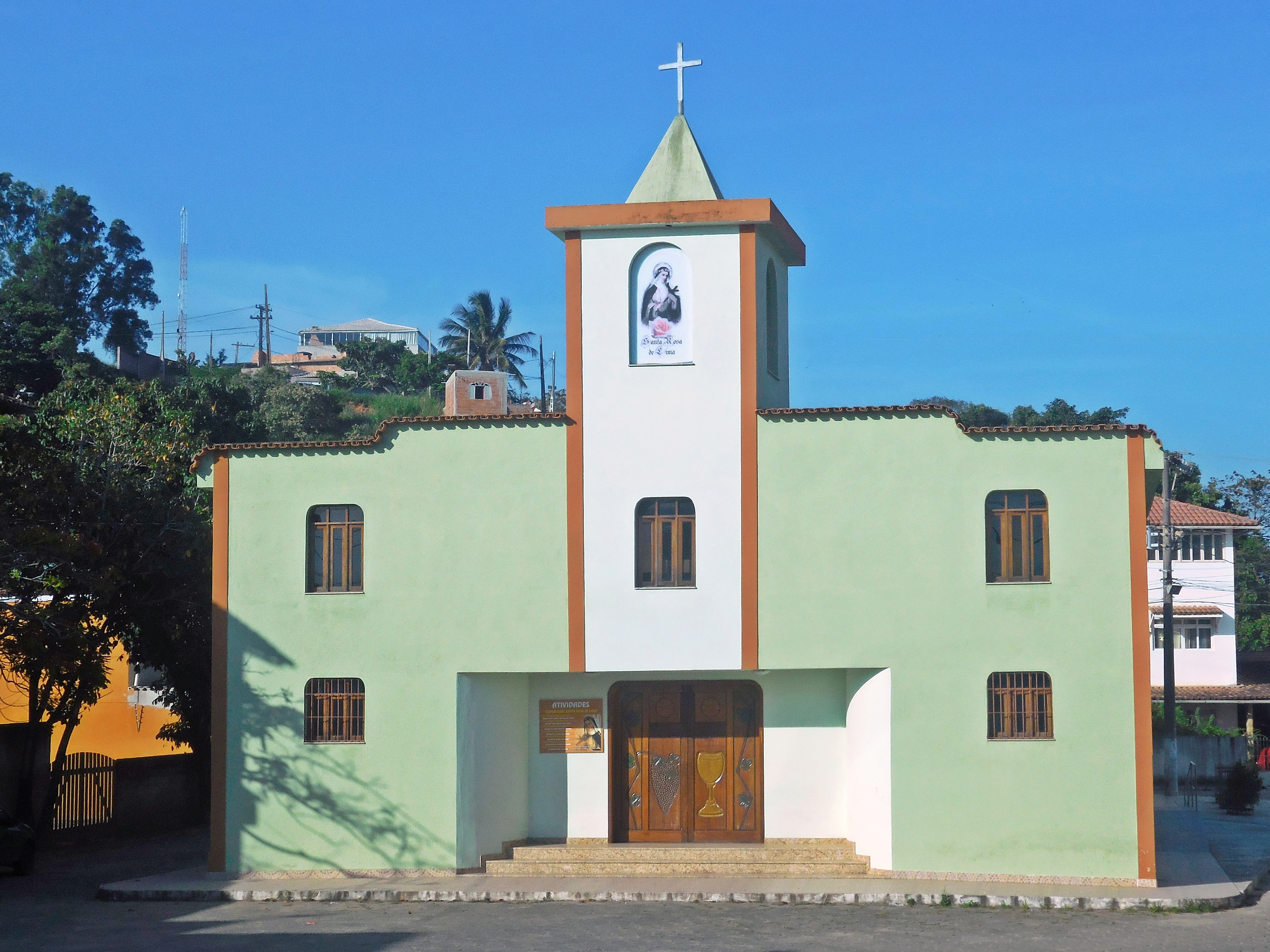
Igreja Santa Rosa de Lima

O Índice de Desenvolvimento Humano Municipal (IDH-M) de Piúma é considerado alto pelo Programa das Nações Unidas para o Desenvolvimento (PNUD), sendo que seu valor é de 0,727 (o 3201º maior do Brasil). A cidade possui a maioria dos indicadores próximos à média nacional segundo o PNUD. Considerando-se apenas o índice de educação o valor é de 0,643, o valor do índice de longevidade é de 0,852 e o de renda é de 0,702. De 2000 a 2010, a proporção de pessoas com renda domiciliar per capita de até meio salário mínimo reduziu em 51,53% e em 2010, 88,16% da população vivia acima da linha de pobreza, 6,87% encontrava-se na linha da pobreza e 4,97% estava abaixo e o coeficiente de Gini, que mede a desigualdade social, era de 0,51, sendo que 1,00 é o pior número e 0,00 é o melhor. A participação dos 20% da população mais rica da cidade no rendimento total municipal era de 54,83%, ou seja, 13 vezes superior à dos 20% mais pobres, que era de 4,08%.
De acordo com dados do censo de 2010 realizado pelo IBGE, a população de Piúma está composta por: 9 588 católicos (52,9%), 5 857 evangélicos (32,32%), 1 825 pessoas sem religião (10,07%), 224 espíritas (1,24%) e 3,47% estão divididos entre outras religiões. Em alguns períodos de alta temporada, com a vinda de turistas, a população municipal chega a quintuplicar, podendo passar dos 100 mil habitantes.

## Política e administração
A administração municipal se dá pelos Poderes Executivo e Legislativo. O Executivo é exercido pelo prefeito, auxiliado pelo seu gabinete de secretários. O atual prefeito é José Ricardo Pereira da Costa, do Partido Democrático Trabalhista (PDT), eleito nas eleições municipais de 2016 com 51,31% dos votos válidos e empossado em 1º de janeiro de 2017, ao lado de Martha Scherrer como vice-prefeita. O Poder Legislativo, por sua vez, é constituído pela câmara municipal, composta por onze vereadores. Cabe à casa elaborar e votar leis fundamentais à administração e ao Executivo, especialmente o orçamento participativo (Lei de Diretrizes Orçamentárias).
Em complementação ao processo Legislativo e ao trabalho das secretarias, existem também conselhos municipais em atividade, entre os quais dos direitos da criança e do adolescente, criado em 2007, e tutelar (1998). Piúma se rege por sua lei orgânica, que foi promulgada em 1990, e abriga uma comarca do Poder Judiciário estadual, de primeira entrância, que funciona no Fórum Desembargador Gilson Veira de Mendonça. O município possuía, em fevereiro de 2017, 16 042 eleitores, de acordo com o Tribunal Superior Eleitoral (TSE), o que representa 0,589% do eleitorado capixaba.

## Economia

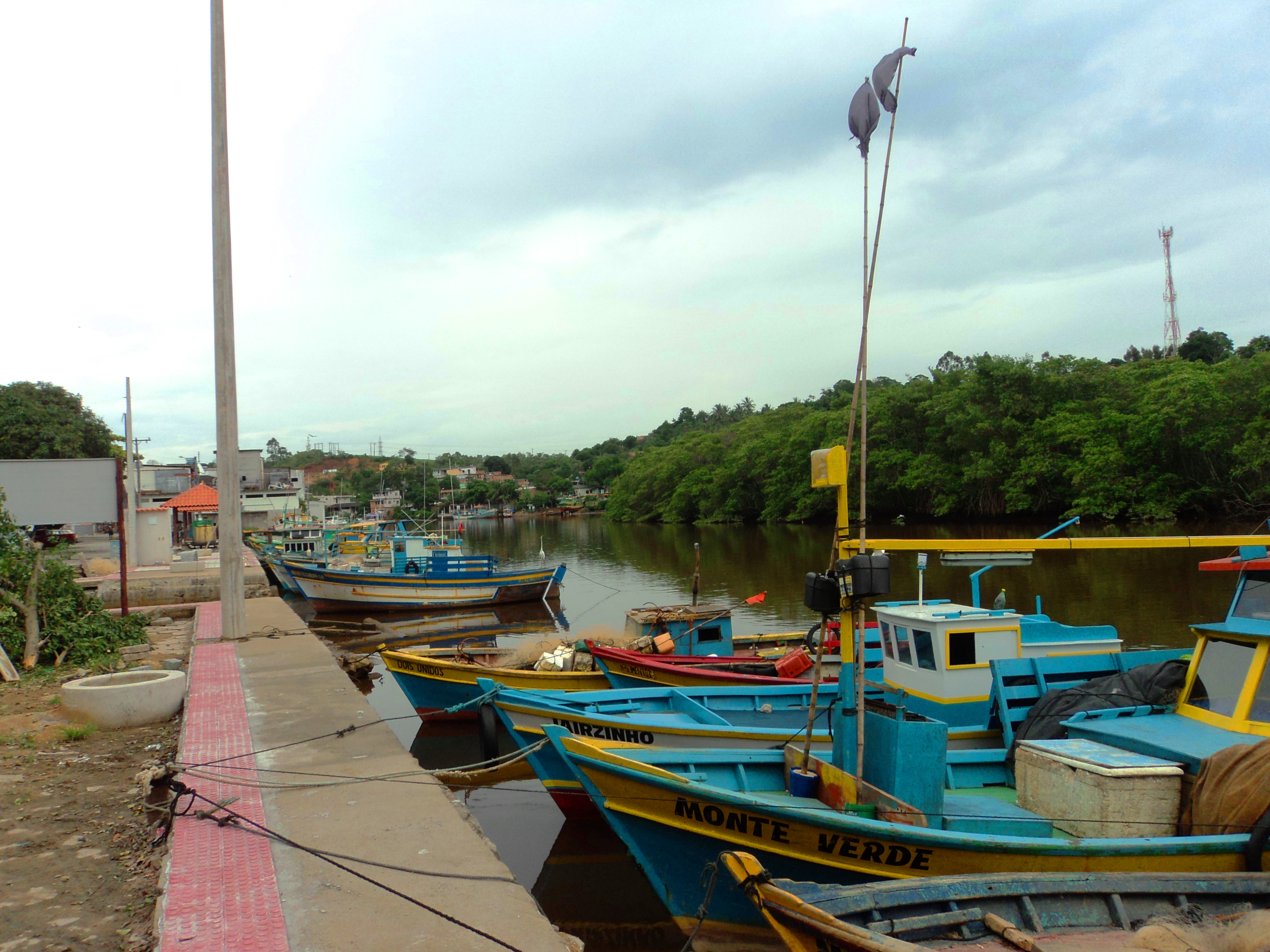
Barcos pesqueiros em Piúma

O Produto Interno Bruto (PIB) de Piúma é um dos maiores de sua região, com importante participação da pesca e do turismo. De acordo com dados do IBGE, relativos a 2011, o PIB do município era de R$ 304 705 mil. 9 441 mil eram de impostos sobre produtos líquidos de subsídios a preços correntes e o PIB per capita era de R$ 16 592,50. Em 2010, 68,45% da população maior de 18 anos era economicamente ativa, enquanto que a taxa de desocupação era de 7,43%.
Salários juntamente com outras remunerações somavam 14 971 mil reais e o salário médio mensal de todo município era de 1,5 salários mínimos. Havia 563 unidades locais e 560 empresas atuantes. Segundo o IBGE, 61,39% das residências sobreviviam com menos de salário mínimo mensal por morador (3 529 domicílios), 27,09% sobreviviam com entre um e três salários mínimos para cada pessoa (1 557 domicílios), 4,02% recebiam entre três e cinco salários (231 domicílios), 3,06% tinham rendimento mensal acima de cinco salários mínimos (176 domicílios) e 4,38% não tinham rendimento (252 domicílios).
Setor primário
| Produção de mandioca, milho e feijão (2012) | Produção de mandioca, milho e feijão (2012) | Produção de mandioca, milho e feijão (2012) |
| ------------------------------------------- | ------------------------------------------- | ------------------------------------------- |
| Produto                                     | Área colhida (hectares)                     | Produção (tonelada)                         |
| Mandioca                                    | 5                                           | 300                                         |
| Milho                                       | 10                                          | 28                                          |
| Feijão                                      | 8                                           | 6                                           |

Em 2011, de todo o PIB da cidade, 9 243 mil reais era o valor adicionado bruto da agropecuária, enquanto que em 2010, 9,47% da população economicamente ativa do município estava ocupada no setor. Segundo o IBGE, em 2012 o município possuía um rebanho de dois asininos, 5 943 bovinos, 42 caprinos, 242 equinos, 16 muares, 386 ovinos, 89 suínos e 3 100 aves, entre estas 690 galinhas e 2 410 galos, frangos e pintinhos. Neste mesmo ano, a cidade produziu 910 mil litros de leite de 800 vacas, 5 mil dúzias de ovos de galinha e 620 quilos de mel de abelha. A pesca, no entanto, apresenta-se como principal fonte de renda do setor primário.
Na lavoura temporária, são produzidos principalmente a mandioca (300 toneladas produzidas e cinco hectares cultivados), o milho (28 toneladas e dez hectares) e o feijão (seis toneladas e oito hectares). Já na lavoura permanente, destacam-se o café (588 toneladas produzidas e 340 hectares cultivados), a banana (200 toneladas produzidas e dez hectares cultivados) e o látex (70 toneladas e 50 hectares), além da manga e do coco-da-baía.
Setores secundário e terciário

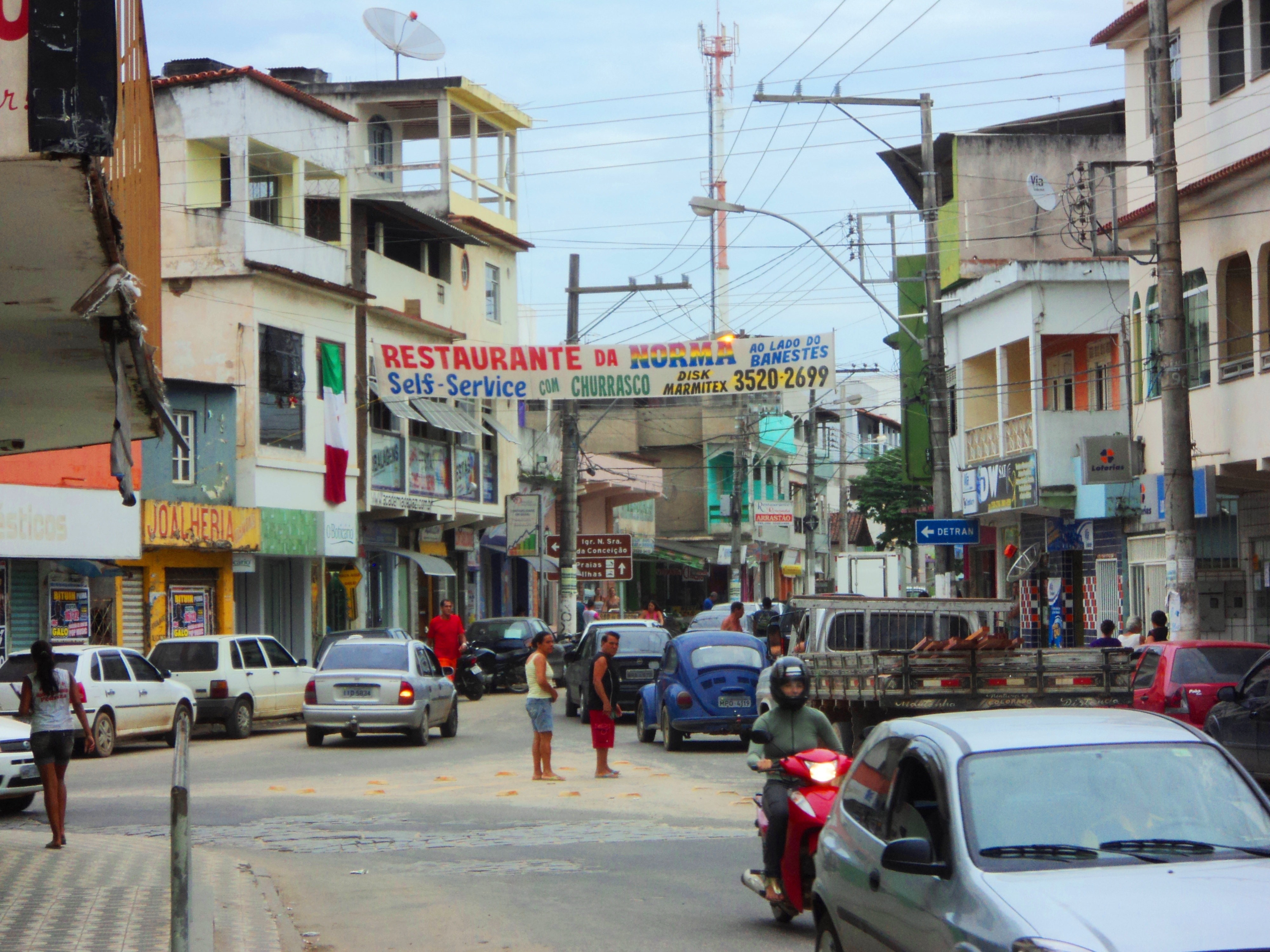
Comércio no Centro de Piúma

Em 2011, 168 455 mil reais do PIB municipal eram do valor adicionado bruto do setor secundário. Grande parte deste valor é oriunda das instalações da Samarco Mineração, presente também nos municípios de Anchieta e Guarapari. A Usina de Pelotização da Samarco está situada no povoado de Ubu, em Anchieta, mas muitos de seus trabalhadores residem em Piúma ou em cidades próximas, que recebem receitas tributárias e parte das ações sociais promovidas pelas indústrias. Em 2012, de acordo com o IBGE, também foram extraídos 460 m³ de madeira em lenha e 1 150 m³ de madeira em toras e segundo estatísticas do ano de 2010, 1,33% dos trabalhadores de Piúma estavam ocupados no setor industrial extrativo e 8,64% na indústria de transformação.
Também em 2010, 12,88% da população ocupada estava empregada no setor de construção, 2,04% nos setores de utilidade pública, 20,76% no comércio e 42,32% no setor de serviços e em 2011, 117 566 reais do PIB municipal eram do valor adicionado bruto do setor terciário. As praias de Piúma são os principais atrativos do município, havendo, consequentemente, bastantes hotéis, pousadas e restaurantes, que na alta temporada e durante feriados prolongados hospedam e atendem a vários turistas que vêm principalmente do Rio de Janeiro e Minas Gerais, favorecendo o desenvolvimento do movimento comercial piumense, que tem se expandido nos últimos anos.

## Infraestrutura

### Habitação e criminalidade

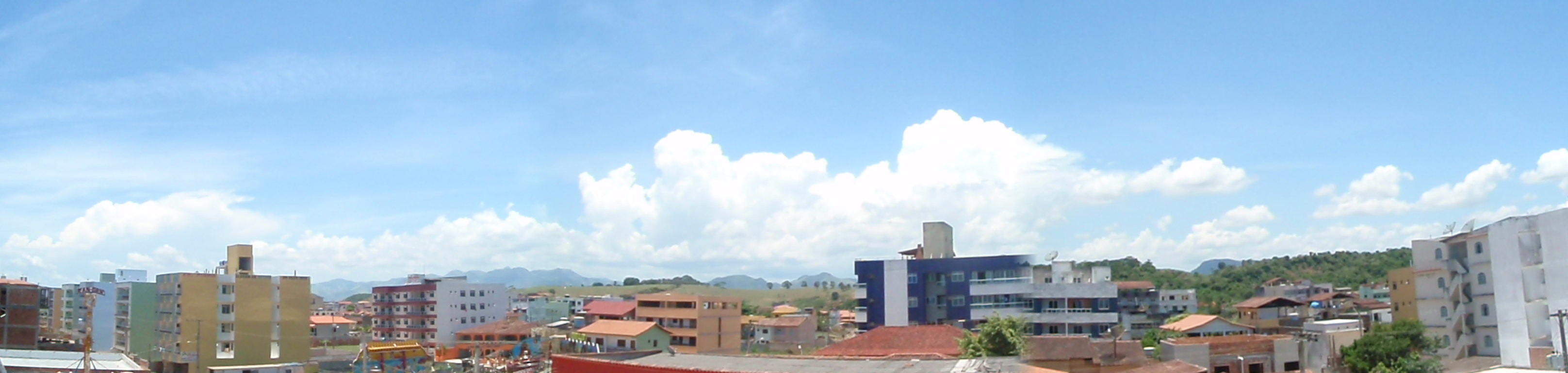
Vista parcial do interior do perímetro urbano, em uma área com predomínio de hotéis e pousadas.

No ano de 2010, a cidade tinha 5 748 domicílios particulares permanentes. Desse total, 4 713 eram casas, 1 005 eram apartamentos, 24 eram casas de vila ou em condomínio e seis eram habitações em casas de cômodos ou cortiços. Do total de domicílios, 4 243 são imóveis próprios (4 179 já quitados e 64 em aquisição), 1 138 foram alugados, 355 foram cedidos (85 cedidos por empregador e 270 cedidos de outra forma) e 12 foram ocupados sob outra condição. Parte dessas residências conta com água tratada, energia elétrica, esgoto, limpeza urbana, telefonia fixa e telefonia celular. 5 451 domicílios eram atendidos pela rede geral de abastecimento de água (94,83% do total); 5 710 (99,33%) possuíam banheiros para uso exclusivo das residências; 5 565 (96,88% deles) eram atendidos por algum tipo de serviço de coleta de lixo; e 5 721 (99,53%) possuíam abastecimento de energia elétrica.
A criminalidade ainda é um problema presente em Piúma. Entre 2009 e 2011, foram registrados 17 homicídios (nove em 2009, três em 2010 e cinco em 2011) e oito óbitos por acidentes de trânsito (um em 2009, três em 2010 e quatro em 2011). De 2006 a 2008, também foi registrada uma taxa de 2,0 suicídios a cada 100 mil habitantes, sendo o 53º colocado a nível estadual e o 2159º a nível nacional.

### Saúde e educação

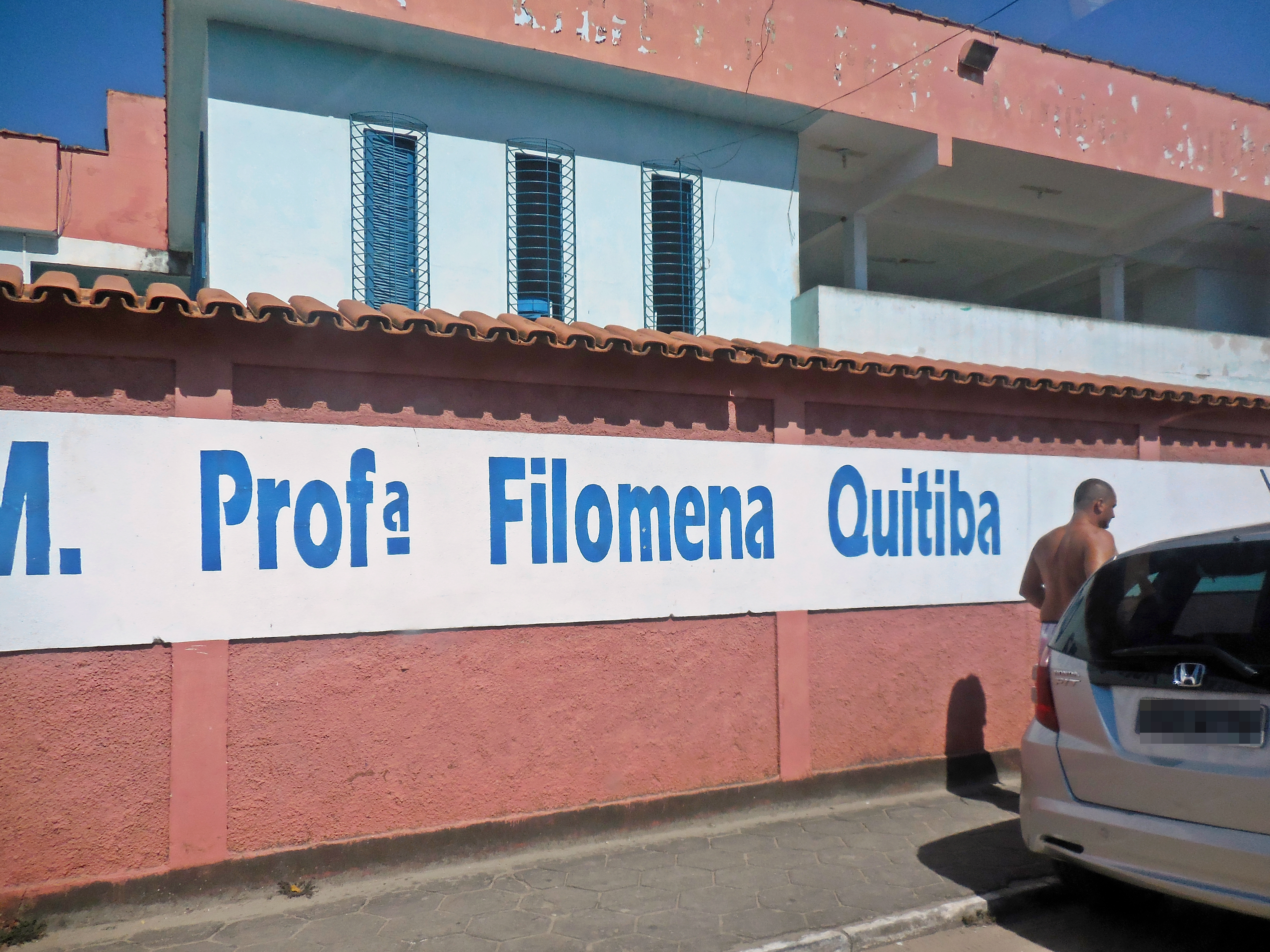
Escola Estadual Professora Filomena Quitiba

Em 2009, o município possuía 20 estabelecimentos de saúde entre hospitais, pronto-socorros, postos de saúde e serviços odontológicos, sendo 15 públicos municipais e cinco privados. Do total, 16 eram integrantes do Sistema Único de Saúde (SUS). Em 2012, 96,9% das crianças menores de 1 ano de idade estavam com a carteira de vacinação em dia. Em 2011, foram registrados 264 nascidos vivos, sendo que o índice de mortalidade infantil neste ano foi de 3,79 óbitos de crianças menores de cinco anos de idade a cada mil nascidos vivos. Em 2010, 9,38% das adolescentes de 10 a 17 anos tiveram filhos, sendo 0,44% delas entre 10 e 14 anos e a taxa de atividade nesta faixa etária de 5,10%. Do total de crianças menores de dois anos pesadas pelo Programa Saúde da Família em 2012, 0,25% estavam desnutridas.
Na área da educação, o Índice de Desenvolvimento da Educação Básica (IDEB) médio entre as escolas públicas de Piúma era, no ano de 2011, de 4,7 (numa escala de avaliação que vai de nota 1 à 10), sendo que a nota obtida por alunos do 5º ano (antiga 4ª série) foi de 5,3 e do 9º ano (antiga 8ª série) foi de 4,1; o valor das escolas públicas de todo o Brasil era de 4,0. Em 2010, 1,59% das crianças com faixa etária entre seis e quatorze anos não estavam cursando o ensino fundamental. A taxa de conclusão, entre jovens de 15 a 17 anos, era de 45,76% e o percentual de alfabetização de jovens e adolescentes entre 15 e 24 anos era de 97,86%. A distorção idade-série entre alunos do ensino fundamental, ou seja, com com idade superior à recomendada, era de 19,4% para os anos iniciais e 34,6% nos anos finais e, no ensino médio, a defasagem chegava a 23,4%. Dentre os habitantes de 18 anos ou mais, 54,12% tinham completado o ensino fundamental e 35,13% o ensino médio, sendo que a população tinha em média 9,04 anos esperados de estudo.
Em 2010, de acordo com dados da amostra do censo demográfico, da população total, 5 144 habitantes frequentavam creches e/ou escolas. Desse total, 158 frequentavam creches, 701 estavam no ensino pré-escolar, 228 na classe de alfabetização, 46 na alfabetização de jovens e adultos, 2 669 no ensino fundamental, 642 no ensino médio, 114 na educação de jovens e adultos do ensino fundamental, 96 na educação de jovens e adultos do ensino médio, 49 na especialização de nível superior, 436 em cursos superiores de graduação e seis em mestrado. 12 979 pessoas não frequentavam unidades escolares, sendo que 1 363 nunca haviam frequentado e 11 616 haviam frequentado alguma vez. O município contava, em 2012, com 4 221 matrículas nas instituições de ensino da cidade, sendo que dentre as onze escolas que ofereciam ensino fundamental, nove pertenciam à rede pública municipal, uma à rede estadual e uma à rede privada. Dentre as duas escolas que forneciam o ensino médio, uma pertencia à rede estadual e a outra era o campus do Instituto Federal do Espírito Santo (IFES) na cidade, que oferece cursos técnicos e superiores nas áreas de pesca e aquicultura e abrange a região da costa sul do estado.
| Ensino pré-escolar | 555   | 43  | 11 |
| Ensino fundamental | 2 902 | 170 | 11 |
| Ensino médio       | 764   | 60  | 2  |

### Comunicação e serviços básicos
O código de área (DDD) de Piúma é 028 e o Código de Endereçamento Postal (CEP) vai de 29285-000 a 29289-999. No dia 3 de novembro de 2008, o município passou a ser servido pela portabilidade, juntamente com outros municípios com o mesmo DDD. A portabilidade é um serviço que possibilita a troca da operadora sem a necessidade de se trocar o número do aparelho.

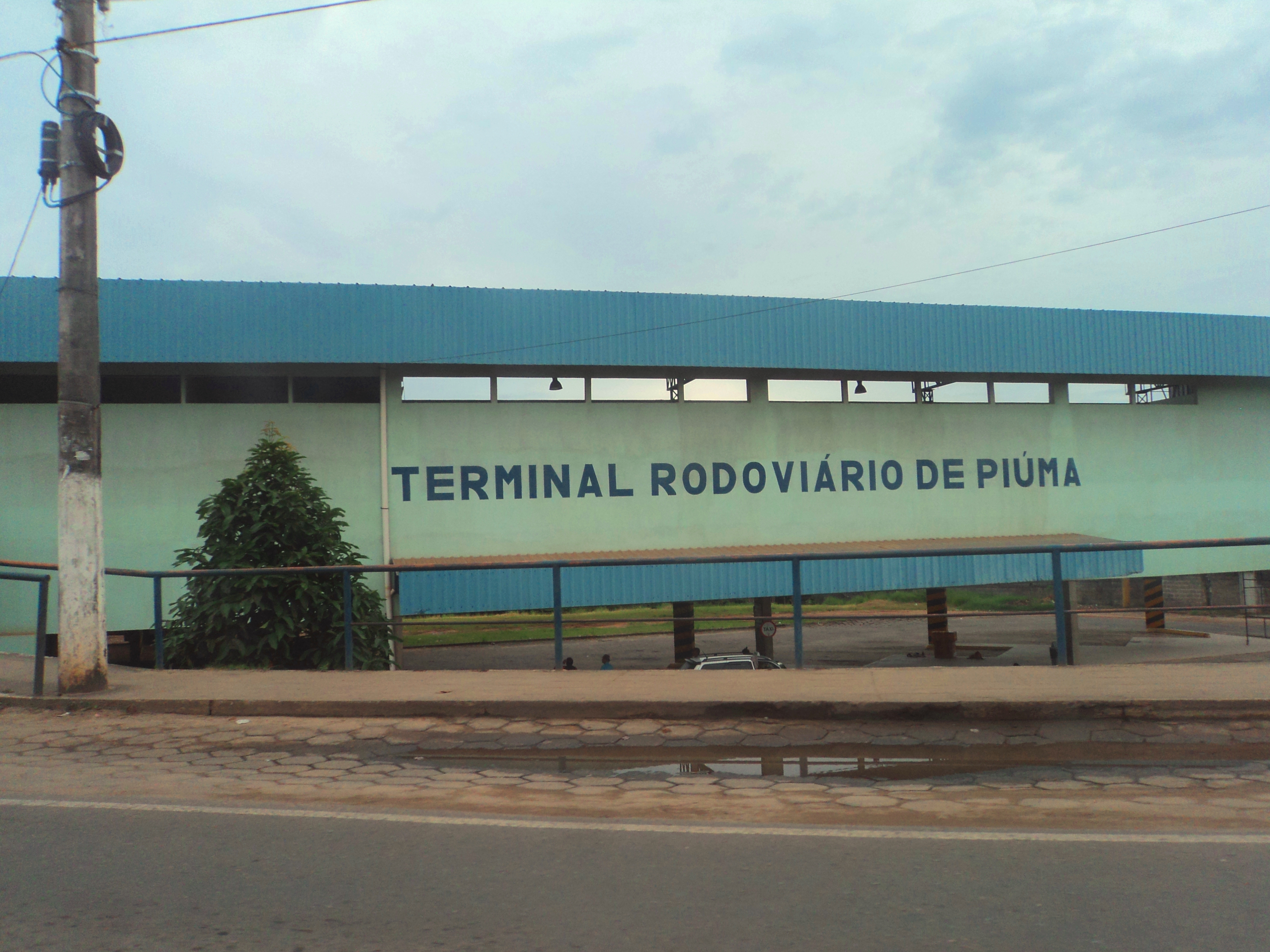
Terminal Rodoviário Juracy Bassul

A responsável pelo serviço de abastecimento de energia elétrica é a EDP Espírito Santo (antiga Escelsa), que atende ainda a outros 69 municípios do estado, dentre os 78. Já o serviço de abastecimento de água e coleta de esgoto da cidade é feito pela Companhia Espírito Santense de Saneamento (CESAN), sendo que em 2008 havia 12 643 unidades consumidoras e eram distribuídos em média 9 929 m³ de água tratada por dia.

### Transportes
A frota municipal no ano de 2012 era de 7 512 veículos, sendo 3 424 automóveis, 224 caminhões, 32 caminhões-trator, 578 caminhonetes, 193 caminhonetas, 33 micro-ônibus, 1 743 motocicletas, 1 120 motonetas, 15 ônibus, 49 utilitários e 101 classificados como outros tipos de veículos.
A ES-060, mais conhecida como Rodovia do Sol, é a principal ligação de Piúma e outros municípios do litoral sul capixaba à Região Metropolitana de Vitória e à BR-101.
A cidade conta com um terminal rodoviário, que é o Terminal Rodoviário Juracy Bassul, oferecendo saídas diárias regulares para Vitória, Belo Horizonte, Rio de Janeiro, São Paulo e a outros municípios capixabas, fluminenses e ainda mineiros através de empresas como Gontijo, Viação Itapemirim, Viação Planeta e Viação Riodoce, além da Viação Sudeste, que também oferece linhas municipais.

## Cultura

### Espaços e instituições culturais

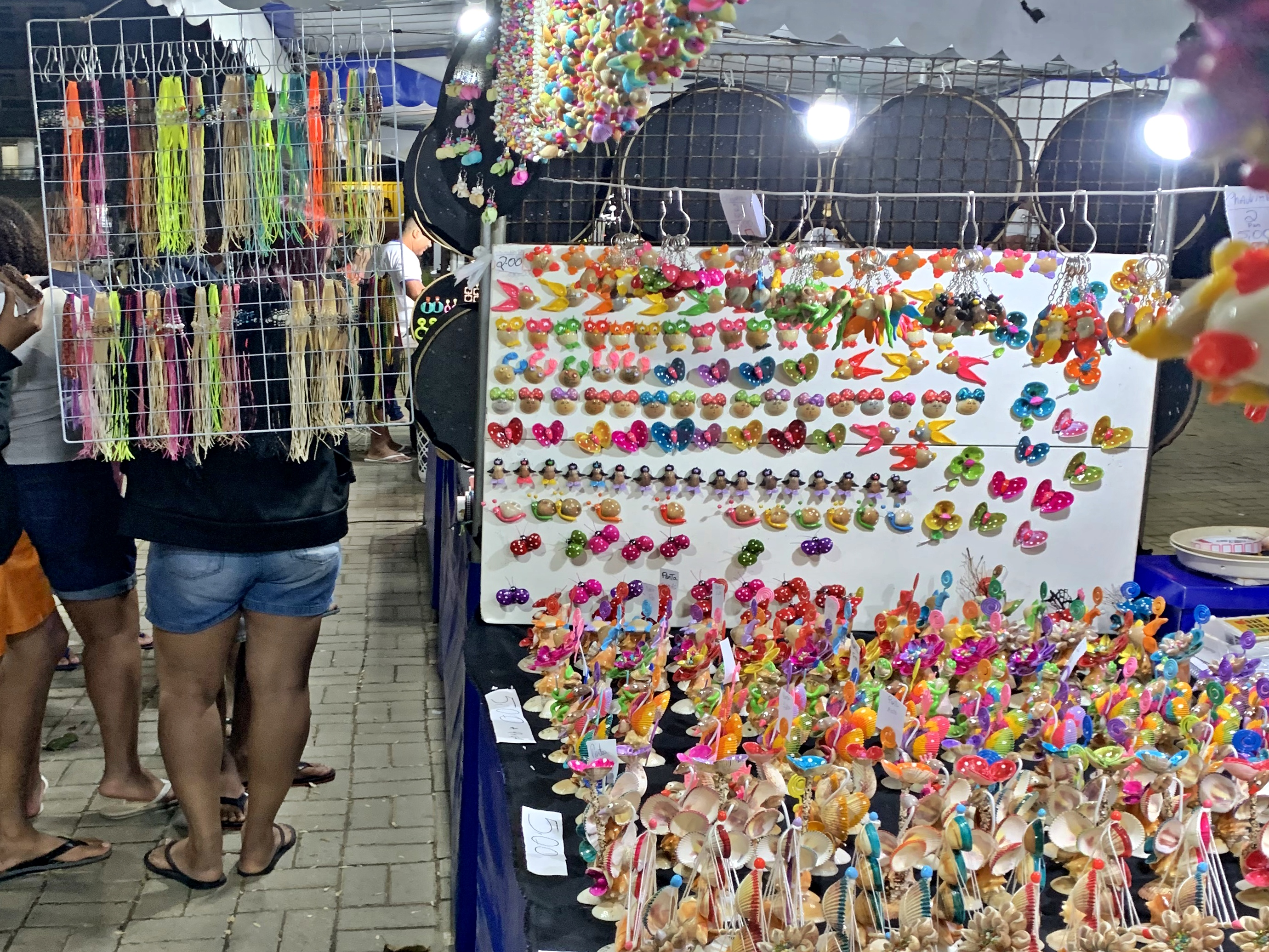
Comércio de artesanato com conchas na Praça Dona Carmem

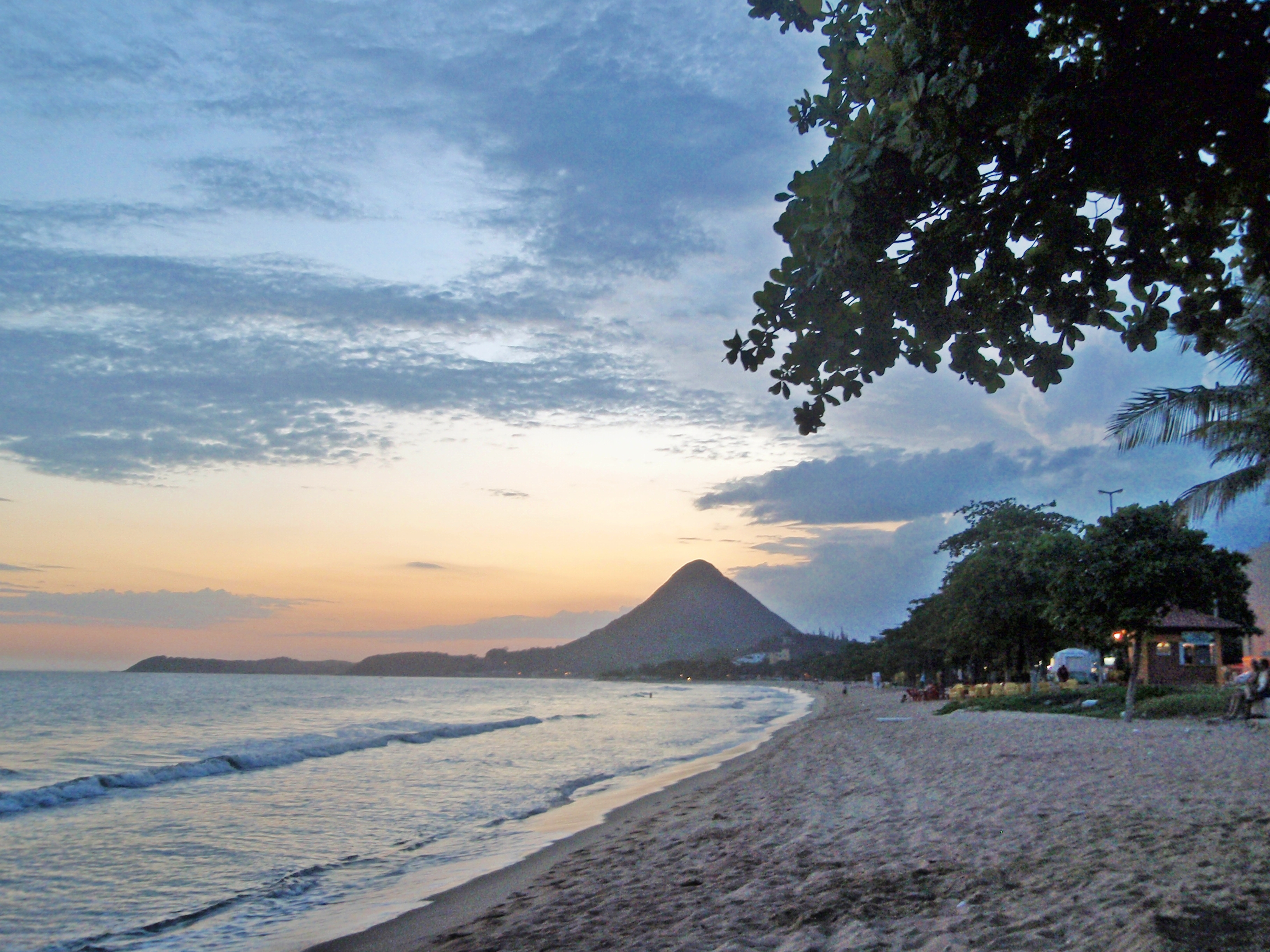
Entardecer na Praia do Corujão com o Monte Aghá ao fundo

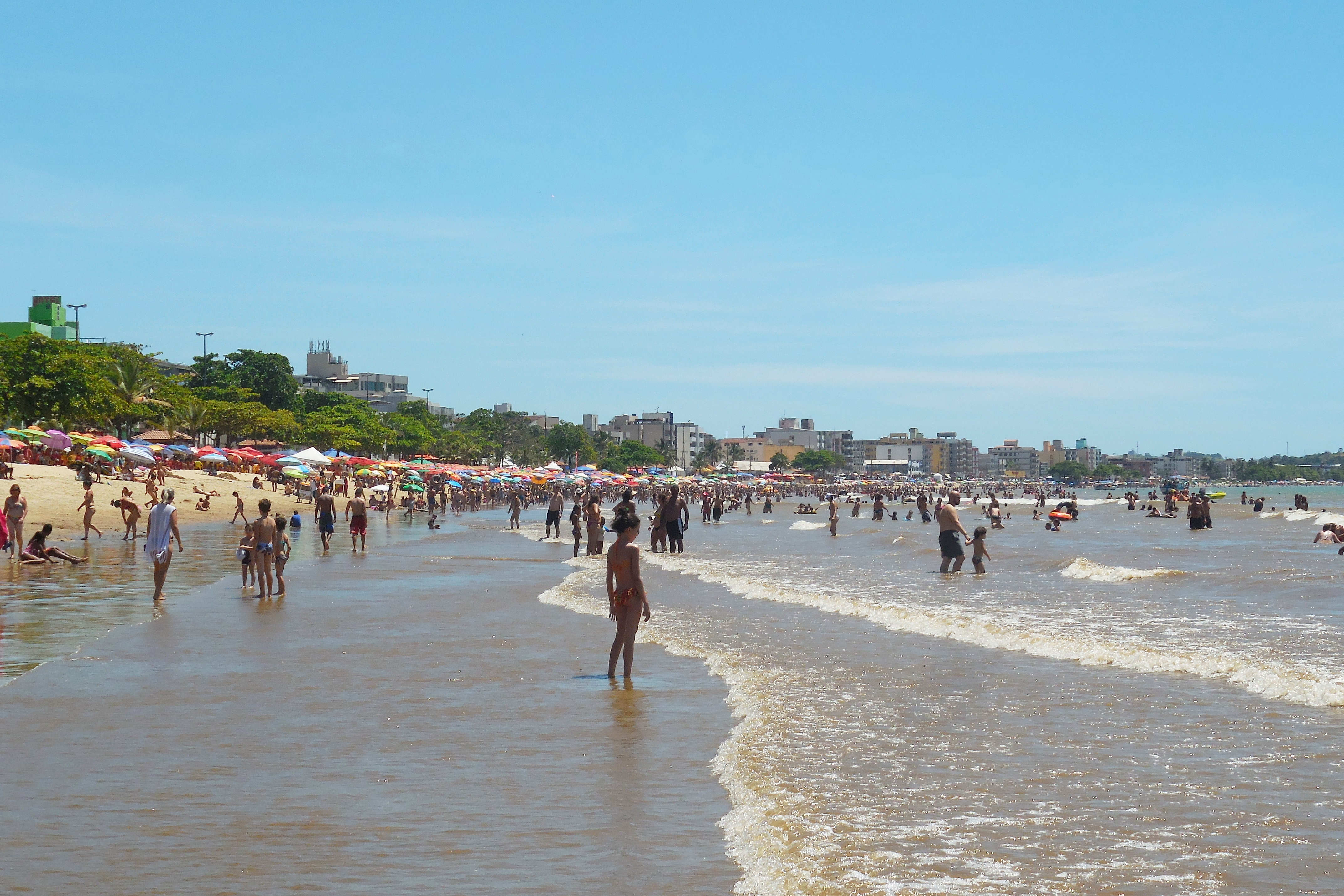
Litoral de Piúma durante a alta temporada

Piúma possui legislações municipais de proteção ao patrimônio cultural material, ministradas por uma secretaria municipal exclusiva, que é o órgão gestor da cultura no município. Dentre os espaços culturais, destaca-se a existência de uma biblioteca mantida pelo poder público municipal e estádios ou ginásios poliesportivos, segundo o IBGE em 2005 e 2012. Há existência de equipes artísticas de manifestações tradicionais populares, equipes de dança e música, bandas, corais, grupos de capoeira, bloco de carnaval e grupos artísticos de desenho e pintura, de acordo com o IBGE em 2012.
O artesanato também é uma das formas mais espontâneas da expressão cultural piumense, sendo que, segundo o IBGE, as principais atividades artesanais desenvolvidas em Piúma são o bordado e a culinária local, além do artesanato produzido com as conchas coletadas nas ilhas e praias do município, que faz com que a cidade tenha o título de "Cidade das Conchas". São produzidos colares, brincos, pulseiras e diversos objetos de decoração e o setor representa uma das principais fontes de renda da economia local.

### Atrativos e eventos
Dentre os principais eventos realizados regularmente em Piúma, que configuram-se como importantes atrativos, destacam-se o Carnaval, realizado em fevereiro ou março com trios elétricos, desfiles de blocos carnavalescos e espetáculos musicais ao longo da Avenida Beira Mar, sendo um dos maiores do litoral sul capixaba e atraindo centenas de pessoas de várias cidades dentro e fora do estado; a Festa de São Pedro, também conhecida como Festa dos Pescadores, no final de junho, com missas, celebrações religiosas, espetáculos musicais e mostras culturais voltadas à tradição religiosa, em homenagem ao padroeiro São Pedro; e a Festa de Nossa Senhora da Conceição, em dezembro, em homenagem à Nossa Senhora da Conceição.
Durante a alta temporada turística, que normalmente vai de novembro a janeiro e se estende até o carnaval, a prefeitura também organiza uma programação que envolve shows com trios elétricos, esportes radicais e de aventura e arenas esportivas nas praias de Piúma, que atrai um forte fluxo turístico todos os anos. Conforme citado acima, em certas ocasiões a cidade chega a abrigar mais de 100 mil turistas, com grande parte oriunda de Minas Gerais e do Rio de Janeiro, além do próprio Espírito Santo. O Monte Aghá também é um dos principais atrativos, sendo possível avistá-lo de toda a orla piumense.

### Feriados
Em Piúma há três feriados municipais e oito feriados nacionais, além dos pontos facultativos. Os feriados municipais são a Sexta-Feira Santa, que em 2025 é comemorada no dia 18 de abril; o dia do pescador e de São Pedro, celebrado em 29 de junho; e o dia de Nossa Senhora da Conceição, em 8 de dezembro. De acordo com a lei federal nº 9.093, aprovada em 12 de setembro de 1995, os municípios podem ter no máximo quatro feriados municipais com âmbito religioso, já incluída a Sexta-Feira Santa.